# 李可棟
李可棟（？—？），號蛟雲，雲南鶴慶府剑川州人，明末清初政治人物。同進士出身。

## 生平
天啓元年（1621年）辛酉科雲南鄉試第三十九名舉人，崇禎七年（1634年），登甲戌科會試第二百八十一名，廷試三甲二百四十二名進士，吏部觀政。

## 家族
曾祖李贵，乡耆；祖李三乐，知州致仕、甲子举人；父李维新，廪生；养父李维华。